# ستيفن ماسترتون
ستيفن ماسترتون (بالإنجليزية: Steven Masterton)‏ هو لاعب كرة قدم بريطاني في مركز الوسط، ولد في 2 يناير 1985 في Irvine, North Ayrshire ‏ في المملكة المتحدة. لعب مع إيستبورن بوروه ونادي ألوا أثليتيك ونادي دندي ونادي غرينوك مورتون ونادي كرولي تاون ونادي كلايد ونادي كيلمارنوك ونادي مونتروز لكرة القدم.

## وصلات خارجية
- ستيفن ماسترتون على موقع قاعدة بيانات كرة القدم.إي يو (الإنجليزية)
- ستيفن ماسترتون على موقع Soccerbase.com (لاعب) (الإنجليزية)